# Maratona aquática no Campeonato Mundial de Esportes Aquáticos de 2011 - 10 km masculino
A prova de 10 quilômetros masculino da maratona aquática no Campeonato Mundial de Esportes Aquáticos de 2011 foi realizada no dia 20 de julho na praia de Jinshan, distrito de Xangai.

## Medalhistas
| Ouro                      | Prata             | Bronze                 |
| Spyridon Gianniotis (GRE) | Thomas Lurz (GER) | Sergey Bolshakov (RUS) |

## Resultados
Estes foram os resultados da prova.
| Pos.              | Nadador                      | Nacionalidade  | Tempo     |
| ----------------- | ---------------------------- | -------------- | --------- |
| Medalha de ouro   | Spyridon Gianniotis          | Grécia         | 1:54:24.7 |
| Medalha de prata  | Thomas Lurz                  | Alemanha       | 1:54:27.2 |
| Medalha de bronze | Sergey Bolshakov             | Rússia         | 1:54:31.8 |
| 4                 | Alex Meyer                   | Estados Unidos | 1:54:33.1 |
| 5                 | Ky Hurst                     | Austrália      | 1:54:33.9 |
| 6                 | Francisco Jose Hervas Jodar  | Espanha        | 1:54:34.3 |
| 7                 | Brian Ryckeman               | Bélgica        | 1:54:36.1 |
| 8                 | Julien Sauvage               | França         | 1:54:37.2 |
| 9                 | Vladimir Dyatchin            | Rússia         | 1:54:38.7 |
| 10                | Andreas Waschburger          | Alemanha       | 1:54:39.8 |
| 11                | Valerio Cleri                | Itália         | 1:54:41.2 |
| 12                | Tom Vangeneugden             | Bélgica        | 1:54:43.5 |
| 13                | Yuri Kudinov                 | Cazaquistão    | 1:54:45.1 |
| 14                | Sergey Fesenko               | Azerbaijão     | 1:54:45.2 |
| 15                | Daniel Lee Fogg              | Reino Unido    | 1:54:46.9 |
| 16                | Sebastien Fraysse            | França         | 1:54:50.2 |
| 17                | Richard Weinberger           | Canadá         | 1:54:51.3 |
| 18                | Guillermo Bertola            | Argentina      | 1:54:54.9 |
| 19                | Igor Snitko                  | Ucrânia        | 1:54:55.6 |
| 20                | Chad Ho                      | África do Sul  | 1:54:58.6 |
| 21                | Igor Chervynskiy             | Ucrânia        | 1:54:58.7 |
| 22                | Luis Ricardo Escobar Torrers | México         | 1:54:59.5 |
| 23                | Antonios Fokaidis            | Grécia         | 1:55:02.1 |
| 24                | Zhang Zibin                  | China          | 1:55:20.2 |
| 25                | Sean Ryan                    | Estados Unidos | 1:55:35.7 |
| 26                | Thomas James Allen           | Reino Unido    | 1:55:37.4 |
| 27                | Petar Stoychev               | Bulgária       | 1:55:39.5 |
| 28                | Luca Ferretti                | Itália         | 1:55:45.2 |
| 29                | Saleh Mohamed                | Síria          | 1:55:47.6 |
| 30                | Rhys Mainstone               | Austrália      | 1:55:51.5 |
| 31                | Ivan Enderica                | Equador        | 1:55:51.9 |
| 32                | Jan Posmourny                | Chéquia        | 1:56:50.2 |
| 33                | Chris Bryan                  | Irlanda        | 1:56:52.8 |
| 33                | Erwin Maldonado              | Venezuela      | 1:56:52.8 |
| 35                | Csaba Gercsak                | Hungria        | 1:56:58.9 |
| 36                | Yasunari Hirai               | Japão          | 1:58:19.2 |
| 37                | Yuval Safra                  | Israel         | 1:58:48.3 |
| 38                | Troy Prinsloo                | África do Sul  | 1:58:48.5 |
| 39                | Hector Ruis Perez            | Espanha        | 1:59:15.5 |
| 40                | Damián Blaum                 | Argentina      | 1:59:44.1 |
| 41                | Jiang Tiansheng              | China          | 2:00:45.0 |
| 42                | Rok Kerin                    | Eslovênia      | 2:01:04.7 |
| 43                | Johndry Segovia              | Venezuela      | 2:01:17.2 |
| 44                | Gergely Kutasi               | Hungria        | 2:02:17.2 |
| 44                | Samuel de Bona               | Brasil         | 2:02:17.2 |
| 46                | Alvaro Trewhela              | Chile          | 2:03:20.4 |
| 47                | Arseniy Lavrentyev           | Portugal       | 2:03:51.9 |
| 48                | Mazen Mohamed Aziz           | Egito          | 2:03:52.4 |
| 49                | Aimeson King                 | Canadá         | 2:04:00.1 |
| 50                | Allan do Carmo               | Brasil         | 2:05:42.5 |
| 51                | Josip Soldo                  | Croácia        | 2:08:12.9 |
| 52                | Islam Mohsen                 | Egito          | 2:11:37.2 |
| 53                | Mussallam Al Khaduri         | Omã            | 2:11:41.2 |
| 54                | Mandar Divase                | Índia          | 2:12:15.8 |
| 55                | Yuen Marcus Yat Ho           | Hong Kong      | 2:12:23.9 |
| 56                | Mohammed Al-Habsi            | Omã            | 2:12:25.8 |
| 57                | Tomislav Soldo               | Croácia        | 2:12:30.2 |
| 58                | Kevin Basquez                | Guatemala      | 2:13:19.2 |
| 59                | Ricky Anggawijaya            | Indonésia      | 2:13:47.4 |
| 60                | Arnoczy Kusadewa Pratama     | Indonésia      | 2:13:48.4 |
| 61                | Bekshe Zhumagali             | Cazaquistão    | 2:18:29.3 |
| 62                | Ling Tin Yu                  | Hong Kong      | 2:20:13.8 |
| –                 | Jeffry Villalobos            | Costa Rica     | OTL       |
| –                 | Sufyan Shaikh                | Índia          | OTL       |
| –                 | Santiago Enderica            | Equador        | DNF       |
| –                 | Ivan de Jesus Lopez Ramos    | México         | DNF       |
| –                 | Rostislav Vitek              | Chéquia        | DNF       |
| –                 | Rodolfo Sanchez              | Costa Rica     | DNS       |

Legenda
| Recorde mundial       | Recorde mundial (World record)               |                       | Recorde africano                      | Recorde africano (African) |                                           | Q | Classificado por posição (Qualified) |
| Recorde do campeonato | Recorde do campeonato (Championship record)  | Recorde da América    | Recorde da América (Americas)         | q                          | Classificado por melhor tempo (Qualified) |   |                                      |
| Melhor marca do ano   | Melhor marca do ano (World leading)          | Recorde asiático      | Recorde asiático (Asian)              | DNS                        | Não largou (Did not start)                |   |                                      |
| Recorde nacional      | Recorde nacional (National record)           | Recorde europeu       | Recorde europeu (European)            | DNF                        | Não terminou (Did not finish)             |   |                                      |
| Recorde pessoal       | Recorde pessoal do atleta (Personal best)    | Recorde da Oceania    | Recorde da Oceania (Oceania)          | DSQ / DQ                   | Desclassificado (Disqualified)            |   |                                      |
| Recorde da temporada  | Recorde da temporada do atleta (Season best) | Recorde sul-americano | Recorde sul-americano (South America) | NM                         | Sem marca (No mark)                       |   |                                      |